# Президентские выборы в Колумбии (2014)
Президентские выборы в Колумбии состоялись 25 мая (первый тур) и 15 июня (второй тур) 2014 года.

## Контекст и выдвижение кандидатов
Президент Колумбии избирается прямым тайным голосованием на четыре года и может занимать свой пост не более двух сроков. Для победы в первом туре кандидату необходимо набрать абсолютное большинство (более 50 %) голосов. В случае если первый тур выборов не определил победителя, проводится второй тур. В нём участвуют два кандидата, набравшие наибольшее число голосов. Побеждает кандидат, получивший относительное большинство голосов. Вместе с президентом избирается вице-президент.
Выборы рассматриваются наблюдателями как своего рода референдум по продолжению мирных переговоров с ФАРК. По закону, действующий президент Колумбии Хуан Мануэль Сантос смог баллотироваться на второй срок, объявив до 25 ноября 2013 года (за шесть месяцев до даты выборов), будет ли он снова выдвигать кандидатуру на пост президента. 20 ноября Сантос публично заявил о своем намерении баллотироваться на выборах, ссылаясь на успешное завершение мирных переговоров в качестве одного из основных факторов для получения второго срока полномочий, так как его позиция заключается в том, что переговоры — наилучший способ покончить с конфликтом, унёсшим жизни около 200 тысяч человек. Его кандидатура была поддержана не встретив сопротивления всех трёх партий правящей коалиции Национальное единство: его собственная Социальная партия национального единства, Либеральная партия и партия «Радикальная перемена». На следующий день вице-президент Анхелино Гарсон заявил, что не будет добиваться переизбрания. 24 февраля 2014 года Сантос подтвердил, что на пост вице-президента будет претендовать Херман Варгас Льерас.
Недовольный примирительным подходом Сантоса к ФАРК, Альваро Урибе покинул правящую партию, чтобы сформировать движение «Демократический центр» в январе 2013 года вместе со своим бывшим вице-президентом Франциско Сантосом (двоюродным братом президента Хуана Мануэля Сантоса) и другими близкими союзниками. На съезде «Демократического центра», проходившем с 25 по 26 октября 2013 года, кандидатом от партии был выбран экономист и бывший министр Оскар Сулуага, опередив Франсиско Сантоса и Карлоса Холмса Трухильо. 28 февраля 2014 года Трухильо был назван кандидатом в вице-президенты. Вокруг Сулуаги, в последние недели перед выборами разгорелся скандал. Прокуратура подтвердила подлинность видео, на котором он снят с человеком, обвиняемым в слежке за участниками мирного переговорного процесса между властями и РВСК. В ответ Сулуага заявил, что изображение было смонтировано.
Колумбийская консервативная партия 26 января 2014 года подавляющим большинством выбрала своим кандидатом бывшего министра обороны Марту Лусию Рамирес со 1047 голосов от делегатов, опередив Пабло Викторию с 138 голосами и Альваро Лейву с 84. Съезд осложнился острыми дебатами между некоторыми делегатами, утверждавшими, что партия должна поддержать коалицию «Национальное единство» и переизбрание президента Сантоса, а другие выступали за выдвижение своего кандидата.
Главная социалистическая оппозиционная партия — «Альтернативный демократический полюс», была разделена внутренней борьбой в течение четырёх лет с момента предыдущих выборов. Кандидат на выборах 2010 года Густаво Петро со скандалом вышел из партии вместе со своими последователями, обвинив мэр Боготы Самуэля Морено в коррупции. Петро сформировал «Прогрессивное движение» в 2011 году и успешно баллотировался на пост мэра Боготы. Ещё фракция ушла влево и превратилась в «Патриотическое движение». «Альтернативный демократический полюс», чтобы подтвердить свою кандидатуру на выборах 2014 года, выбрал своего президента и бывшего мэра Боготы Клару Лопес Обрегон на третьем съезде партии 9 ноября 2012 года.
Партия зеленых также испытала серьёзные разногласия с момента неожиданного второго места на выборах 2010 года. Побеждённый кандидат в президенты Антанас Моккус ушёл из членов партии в июне 2011 года, в отличие от решения о принятии поддержки Альваро Урибе для выдвижения кандидата в мэры Боготы Энрике Пеньялоса. 25 сентября 2013 года, после года переговоров, четвёртый съезд партии подтвердил союз с «Прогрессивным движением» мэра Боготы Густаво Петро, с новым именем «Зеленый Альянс». Этот новый политический союз постановил, что его кандидат на выборах будет выбран всенародным голосованием 9 марта 2014 года, в один день с парламентскими выборами. На 21 ноября 2013 года было шесть предварительных кандидатов на должность: Энрике Пеньялоса, сенаторы Джон Сударски и Камило Ромеро, экс-кандидат в президенты и бывший заложник РВСК Ингрид Бетанкур, представитель «Прогрессивного движения» Антонио Наварро, и лидер коренных народов Фелисиано Валенсия. Бетанкур, Наварро и Валенсии не удалось достичь «признания 10 % колумбийцев» для баллотирования в качестве кандидата. На выборах 9 марта Энрике Пеньялоса был избран кандидатом в президенты от Зелёного Альянса с 48 % голосов, опередив Ромеро с 17 % и Сударски с 8 %. 18 марта Пеньялоса объявил, что его напарником будет Изабель Сеговия, бывший заместитель министра образования в правительстве Урибе.
Левый «Патриотический союз» выбрал кандидатом бывшего президента Аиду Абеллу на пятом съезде 16 ноября 2013 года. Абелла только что вернулась после 17 лет жизни в Швейцарии после бегства из Колумбии в 1996 году после покушения на неё жизнь. Тем не менее, плохой результат «Патриотического союза» на парламентских выборах (ни одного места в Конгрессе) привело Абеллу к отказу от выдвижения, и согласившись объединить партию с Альтернативным демократическим полюсом в качестве единого левого оппозиционного альянса, и Абелла стала кандидатом на пост вице-президента.
Окончательный список кандидатов, и выдвинувших их партий:
| Кандидат            | Дата выдвижения | Альянс            | Партия                                   |
| ------------------- | --------------- | ----------------- | ---------------------------------------- |
| Хуан Мануэль Сантос | 20 ноября 2013  | Национальный союз | Социальная партия национального единства |
| Хуан Мануэль Сантос | 20 ноября 2013  | Национальный союз | Колумбийская либеральная партия          |
| Хуан Мануэль Сантос | 20 ноября 2013  | Национальный союз | Радикальная перемена                     |
| Клара Лопес Обрегон | 9 ноября 2012   | —                 | Альтернативный демократический полюс     |
| Клара Лопес Обрегон | 9 ноября 2012   | —                 | Патриотическое движение                  |
| Оскар Иван Сулуага  | 26 октября 2013 | —                 | Демократический центр                    |
| Марта Лусия Рамирес | 26 января 2014  | —                 | Колумбийская консервативная партия       |
| Энрике Пеньялоса    | 9 марта 2014    | —                 | Зелёная партия                           |

### Переговоры с ФАРК и АНО
В начале июня один из лидеров Революционных вооруженных сил Колумбии Тимолеон Хименес в сообщении кандидату на пост президента Оскару Ивану Сулуаге сказал, что «через вас мы хотим объявить стране о решении прекратить огонь в связи со вторым туром президентских выборов» на период с 9 по 30 июня.
7 июня в ходе нового раунда мирных переговоров двух сторон, проходивших в Гаване, правительство Колумбии и представители ФАРК достигли соглашения о создании «комиссии правды», которая займется расследованием гибели людей в ходе противостояния. В принятом совместном заявлении перечислены 10 принципов, которыми будет руководствоваться комиссия, первый из которых гласит, что «пострадавшие от нарушений прав человека имеют безусловное право на установление истины, справедливость, компенсацию и гарантию, что подобное не повторится в будущем», вследствие чего все стороны договорились выслушать требования пострадавших и родных погибших, которые в ближайшее время направятся для дачи свидетельских показаний в Гавану. Руководитель правительственной делегации Умберто де ла Калье подчеркнул, что комиссия будет работать открыто и публично и сказал, что «право на мир и безопасность среди других прав человека — как Эверест среди гор. Без него невозможны никакие другие права. Сегодня великий день. Мы сделали огромный шаг вперед».
10 июня в сообщении правительства Колумбии было объявлено о начале переговоров с Армией национального освобождения, которые начнутся на территории Эквадора при посредничестве правительства этой страны, а также Бразилии, Венесуэлы, Кубы, Норвегии и Чили:
После серии контактов, имевших место на протяжении 2013 года, правительство и АНО провели в январе этого года предварительные переговоры, чтобы выработать повестку дня и формат переговорного процесса, направленного на завершение военного конфликта и заключение мира.
Сам президент Колумбии Хуан Мануэль Сантос сказал, что:
Многосторонние мирные переговоры при участии как представителей ФАРК, так и Армии национального освобождения — это лучшая гарантия и жертвам конфликта, и всей стране в том, что конфликт будет преодолен навсегда.

## Голосование

### Первый тур
Голосование началось 25 мая. Было зарегистрировано почти 30 млн избирателей. Были открыты 10,6 тысяч избирательных участков. Как сообщил директор национальной полиции Колумбии Родольфо Паломино, выборы прошли в абсолютно спокойной обстановке, никаких инцидентов не зафиксировано. Общественный порядок поддерживали 246 тысяч сотрудников различных силовых ведомств.

### Второй тур
Голосование прошёл 15 июня.

## Результат

### Первый тур
Национальный избирательный совет Колумбии стал публиковать итоги голосования после закрытия избирательных участков. По итогам подсчёта четверти бюллетеней, Хуан Мануэль Сантос получил 27,26 % голосов, Оскар Сулуага — 29,17 %. После обработки 98,71 % бюллетеней, Сулуага получил — 29,26 % голосов, Сантос — 25,59 %, Марта Люсия Рамирес — 15,55 %.

### Второй тур
Через час после закрытия участков были учтены 96 % всех поданных бюллетеней. По итогам подсчета 98,46 % протоколов Хуан Мануэль Сантос набрал 50,85 % голосов, Сулуага — 45,13 % голосов. Явка составила 45,09 %. По итогам подсчета 98,94 % протоколов Хуан Мануэль Сантос получил 50,94 % голосов, Сулуага — 45,01 %. Явка составила 47,88 %. После этого в Боготе торонники Сантоса начали праздновать его победу, кандидат Сулуага сказал, что «я хочу поздравить президента Сантоса с победой, демократия в этом и состоит». Сантоса с переизбранием поздравил и президент Боливии Эво Моралес. По итогам обработки протоколов с 99 % избирательных участков, Сантос набрал 50,91 % (7 млн 750 тысяч человек), Сулуага — 45,06 % (6 млн 870 тысяч). Инаугурация победителя пройдет 7 августа.
На митинге после выборов, ставших своеобразным референдумом по поддержке политики примирения, Хуан Мануэль Сантос приветствовал своих сторонников поднятой ладонью с надписью «Paz» — «мир», и сказал, что:
Я говорю это и для повстанцев из движения Революционные вооруженные силы Колумбии и Армии национального освобождения: жестокости и насилию, которые длились более полувека, пришёл конец.

### Итоговые
По результатам подсчёта 99,97 % процентов голосов:
 Суммарный результат двух туров президентских выборов 25 мая и 15 июня 2014 года
| Кандидат—партия                                                                                                | Первый раунд | Первый раунд | Второй раунд | Второй раунд |
| Кандидат—партия                                                                                                | Голоса       | %            | Голоса       | %            |
| --- | ------------ | ------------ | ------------ | ------------ |
| Оскар Иван Сулуага — Демократический центр (Centro Democrático)                                                | 3,759,971    | 29.25        | 6,905,001    | 45.00        |
| Хуан Мануэль Сантос — Социальная партия национального единства (Partido de «la U»)                             | 3,301,815    | 25.69        | 7,816,986    | 50.95        |
| Марта Лусия Рамирес — Колумбийская консервативная партия (Partido Conservador Colombiano)                      | 1,995,698    | 15.52        |              |              |
| Клара Лопес Обрегон — Альтернативный демократический полюс (Polo Democrático Alternativo)                      | 1,958,414    | 15.23        |              |              |
| Энрике Пеньялоса — Зелёная партия (Partido Verde Colombiano)                                                   | 1,065,142    | 8.28         |              |              |
| Всего голосов для кандидатов                                                                                   | 12,081,040   | 94.01        | 14,721,526   | 95.96        |
| Пустые бланки                                                                                                  | 770,610      | 5.99         | 619,396      | 4.03         |
| Всего действительных голосов                                                                                   | 12,851,650   | 97.24        | 15,341,383   | 97.12        |
| Аннулированных голосов                                                                                         | 311,758      | 2.35         | 403,405      | 2.55         |
| Немаркированные бюллетени                                                                                      | 52,994       | 0.40         | 50,152       | 0.31         |
| Протест | 13,216,402   | 40.07 %      | 15,794,940   | 47.89 %      |
| Источник:Registraduría Nacional del Estado Civil, Registraduría Nacional del Estado Civil (недоступная ссылка) |              |              |              |              |

## Инаугурация
7 августа в Боготе в присутствии 2 тысяч гостей президент Конгресса Колумбии Хосе Давид Нейм вручил Хуану Мануэлю Сантосу президентскую ленту как символ власти, после чего он принес присягу. На церемонии присутствовали 74 иностранные делегации, включая бывшего короля Испании Хуана Карлоса, президентов Аргентины Кристины Фернандес де Киршнер, Венесуэлы Николаса Мадуро, Гватемалы Отто Переса Молины, Гондураса Хуана Орландо Эрнандеса, Мексики Энрике Пенья Ньето, Панамы Хуана Карлоса Варелы, Перу Ольянты Умалы, Эквадора Рафаэля Корреа, вице-президента Бразилии Мишеля Темера, Парагвая Орасио Картеса, Доминиканской Республики Данило Медину, премьер-министра Гаити Лорана Сальвадора Ламота и президента Европейского Совета Хермана Ван Ромпея. Россию представлял директор ФСКН Виктор Иванов.